# Liste der denkmalgeschützten Objekte in Attnang-Puchheim
Die Liste der denkmalgeschützten Objekte in Attnang-Puchheim enthält die 12 denkmalgeschützten, unbeweglichen Objekte der oberösterreichischen Stadt Attnang-Puchheim.

## Denkmäler
| Foto |                 | Denkmal | Standort                                                    | Beschreibung | Metadaten |
| ---- | --------------- | --- | ----------------------------------------------------------- | --- | --- |
| ja   | Datei hochladen | E-Lok-Halle HERIS-ID: 45865 Objekt-ID: 47376                                                                     | Heizhausgasse 21 Standort KG: Attnang-Puchheim              | | BDA-Hist.: Q38017954 Status: Bescheid Stand der BDA-Liste: 2025-06-30 Name: E-Lok-Halle GstNr.: .767 |
| ja   | Datei hochladen | Kloster- und ehem. Schlossanlage Schloss Puchheim HERIS-ID: 95259 Objekt-ID: 110564                              | Gmundner Straße 1 Standort KG: Attnang-Puchheim             | Die Schlossanlage besteht aus dem eigentlichen Schloss mit der Wallfahrtsbasilika Maria Puchheim und einem Vorschloss (Wirtschaftshof).                                                                    | BDA-Hist.: Q2242999 Status: Bescheid Stand der BDA-Liste: 2025-06-30 Name: Kloster- und ehem. Schlossanlage Schloss Puchheim GstNr.: .293, .147, 238/3, 251, 238/5, 238/6 Palace and monastery of Puchheim |
| ja   | Datei hochladen | Kath. Pfarrkirche Hl. Geist HERIS-ID: 52028 Objekt-ID: 57990                                                     | Kirchenstraße 8 Standort KG: Attnang-Puchheim               | Eine nach den Plänen von Hans Feichtlbauer an Stelle eines 1945 beschädigten Kirchenteilbaues in den Jahren 1950 bis 1955 errichtete dreischiffige Kirche.                                                 | BDA-Hist.: Q23908701 Status: § 2a Stand der BDA-Liste: 2025-06-30 Name: Kath. Pfarrkirche Hl. Geist GstNr.: .855/1 Pfarrkirche Attnang                                                                     |
| ja   | Datei hochladen | Haupt- und Volksschule HERIS-ID: 93155 Objekt-ID: 108162                                                         | Kochstraße 3, 5 Standort KG: Attnang-Puchheim               | | BDA-Hist.: Q37761447 Status: § 2a Stand der BDA-Liste: 2025-06-30 Name: Haupt- und Volksschule GstNr.: 1248/1, 1247/9 Mittelschule, Attnang Puchheim                                                       |
| ja   | Datei hochladen | Kath. Filialkirche hl. Martin, ehem. Alte Pfarrkirche und ehem. Friedhofsfläche HERIS-ID: 37564 Objekt-ID: 36772 | bei Linzer Straße 17 Standort KG: Attnang-Puchheim          | Der Sakralbau steht in erhöhter Lage, außerhalb des jetzigen Ortskerns. Das einschiffige gotische Bauwerk wurde 1707 barockisiert.                                                                         | BDA-Hist.: Q37976187 Status: § 2a Stand der BDA-Liste: 2025-06-30 Name: Kath. Filialkirche hl. Martin, ehem. Alte Pfarrkirche und ehem. Friedhofsfläche GstNr.: .19, 995 Filialkirche hl. Martin, Attnang  |
| ja   | Datei hochladen | Volksschule der Franziskanerinnen HERIS-ID: 93159 Objekt-ID: 108166                                              | Maria Theresien-Straße 5 Standort KG: Attnang-Puchheim      | Die Volksschule wurde 1934/35 von Hans Steineder, einem Behrens-Schüler geplant. Es nimmt den Typ der sog. Hallenschule vorweg, es werden jeweils vier Klassen durch einen kreuzförmigen Gang erschlossen. | BDA-Hist.: Q37761457 Status: § 2a Stand der BDA-Liste: 2025-06-30 Name: Volksschule der Franziskanerinnen GstNr.: .854                                                                                     |
| ja   | Datei hochladen | Kino HERIS-ID: 93167 Objekt-ID: 108174                                                                           | Mitterweg 21 Standort KG: Attnang-Puchheim                  | | BDA-Hist.: Q37761508 Status: § 2a Stand der BDA-Liste: 2025-06-30 Name: Kino GstNr.: .1124 |
| ja   | Datei hochladen | Pfarrheim Hl. Geist HERIS-ID: 93168 Objekt-ID: 108175                                                            | Mozartstraße 6 Standort KG: Attnang-Puchheim                | | BDA-Hist.: Q37761517 Status: § 2a Stand der BDA-Liste: 2025-06-30 Name: Pfarrheim Hl. Geist GstNr.: .855/1                                                                                                 |
| ja   | Datei hochladen | Ehem. Gemeindeamt HERIS-ID: 37565 Objekt-ID: 36773                                                               | Puchheimer Straße 26 Standort KG: Attnang-Puchheim          | | BDA-Hist.: Q37976197 Status: Bescheid Stand der BDA-Liste: 2025-06-30 Name: Ehem. Gemeindeamt GstNr.: .468                                                                                                 |
| ja   | Datei hochladen | Rathaus HERIS-ID: 93173 Objekt-ID: 108180                                                                        | Rathausplatz 9 Standort KG: Attnang-Puchheim                | | BDA-Hist.: Q37761537 Status: § 2a Stand der BDA-Liste: 2025-06-30 Name: Rathaus GstNr.: .1274 |
| ja   | Datei hochladen | Kapelle HERIS-ID: 93052 Objekt-ID: 108042                                                                        | Linzer Straße 15, in der Nähe Standort KG: Attnang-Puchheim | | BDA-Hist.: Q37761200 Status: § 2a Stand der BDA-Liste: 2025-06-30 Name: Kapelle GstNr.: 995 |
| ja   | Datei hochladen | Tormauerbau und Friedhofsmauer HERIS-ID: 93059 Objekt-ID: 108050                                                 | Linzer Straße 19, in der Nähe Standort KG: Attnang-Puchheim | | BDA-Hist.: Q37761228 Status: § 2a Stand der BDA-Liste: 2025-06-30 Name: Tormauerbau und Friedhofsmauer GstNr.: .545                                                                                        |